# Escuadrón Alacrán
El Escuadrón Alacrán fue creado durante la guerra de las Malvinas de 1982 y participó de ese conflicto juntamente con los comandos del Ejército Argentino. Durante esa guerra el Escuadrón perdió siete efectivos. Estos son el primer alférez Ricardo Julio Sánchez, el subalférez Guillermo Nasif, el sargento ayudante Ramón Gumersindo Acosta, los cabos primeros Marciano Verón y Víctor Samuel Guerrero, el cabo Carlos Misael Pereyra y el gendarme Juan Carlos Treppo. Su nombre original era Escuadrón de Fuerzas Especiales 601 de la Gendarmería Nacional. El primer jefe de esta unidad fue el comandante José Ricardo Spadaro que recibió la orden de formar un grupo de fuerzas especiales con gendarmes de distintas unidades.
El Grupo Especial Alacrán es actualmente una unidad de operaciones especiales bajo el mando de la Gendarmería Nacional Argentina.
El Comando posee su asiento principal en Campo de Mayo, en la Región I de Gendarmería Nacional, provincia de Buenos Aires, y responde a situaciones de alto riesgo y antiterroristas en todo el país, pero principalmente en áreas rurales y zonas limítrofes. Cuenta actualmente con 86 efectivos.
También provee protección a dignatarios y Personas muy importantes cuando estos visitan estas áreas y sus gendarmes son los pilotos de los aviones y helicópteros del Cuerpo Diplomático.
Esta Unidad de Fuerzas Especiales es una formación de intervención rápida creada el 30 de mayo de 1986 mediante la resolución del Ministerio de Defensa N.º 499/86 en la cual se estableció que la unidad tendría capacidad para actuar en el ámbito de todo el país, en aquellos delitos que por su gravedad, trascendencia o peligrosidad, signifiquen un peligro cierto para la vida o bienes de las personas, operacionalmente debería exhibir un alto grado de coordinación y precisión en las acciones preventivas y/o represivas a desarrollar.

## Historia

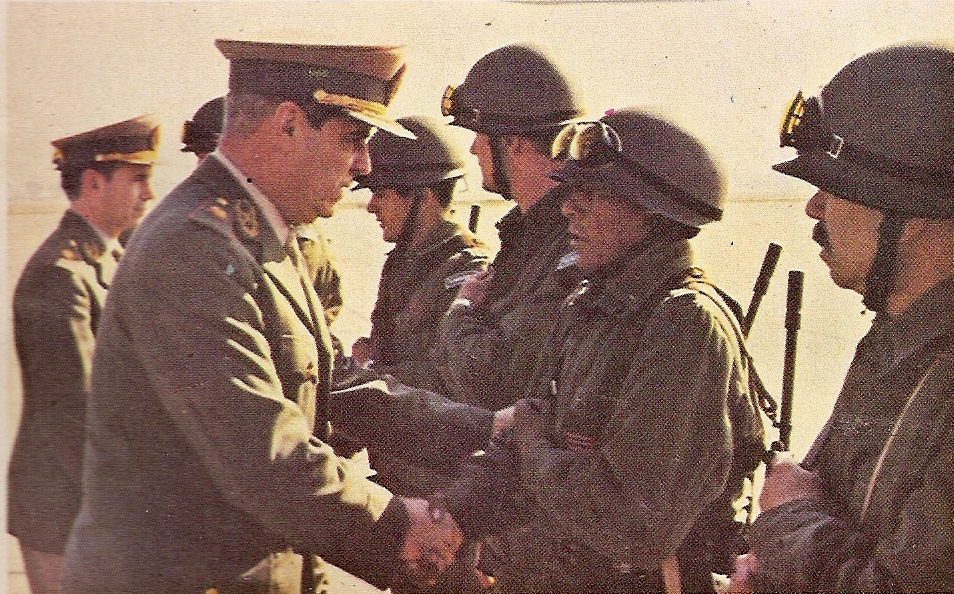
El comandante general Becich despidiendo en la Base de El Palomar a los gendarmes que participarán de la contienda.

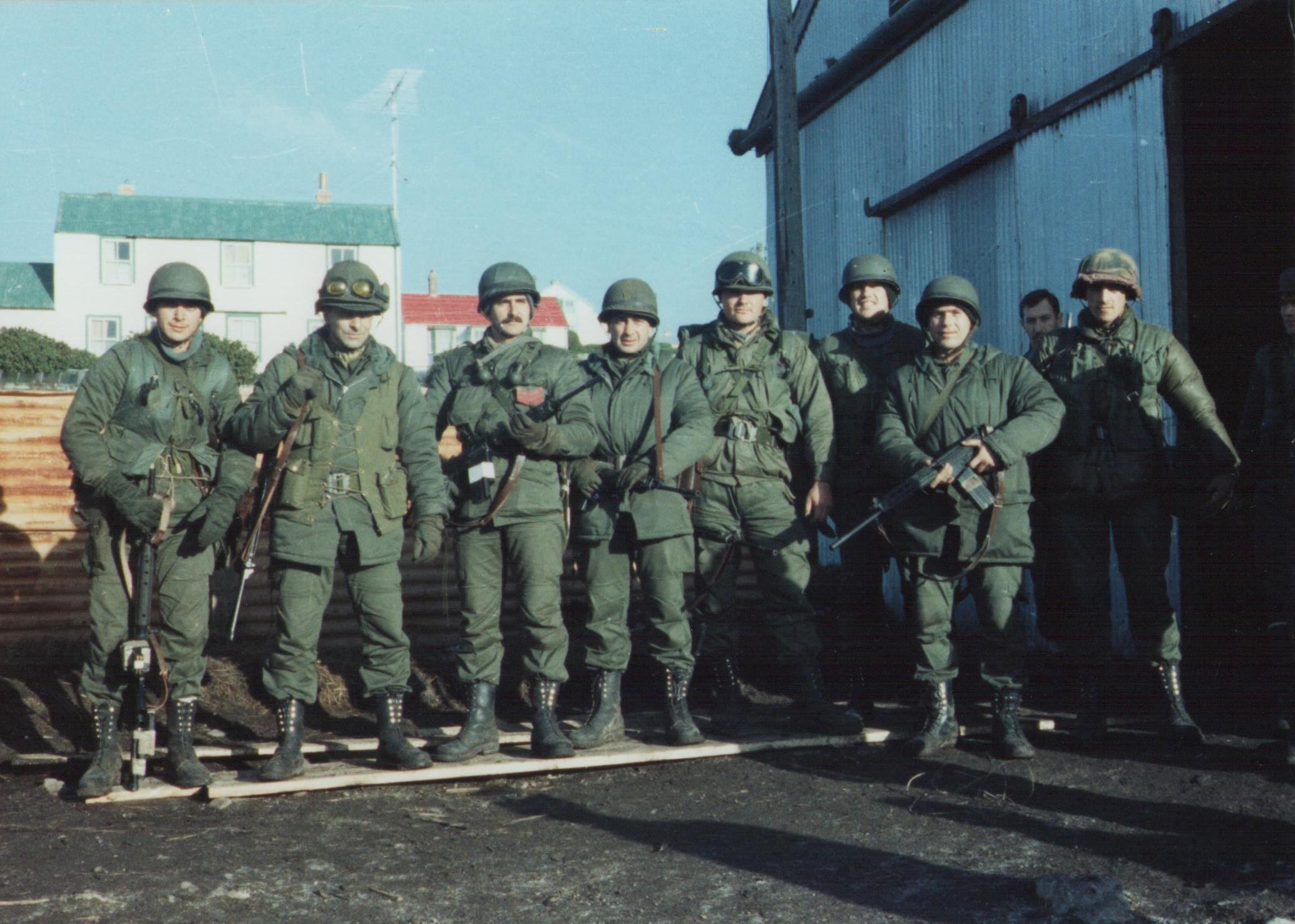
Miembros del Escuadrón Alacrán en las Islas Malvinas.

El Escuadrón «Alacrán» participó en el Teatro de Operaciones Atlántico Sur (TOAS), juntamente con las Compañía de Comandos 601 y Compañía de Comandos 602 del Ejército Argentino.
El 26 de mayo, fecha en la cual la contienda se encontraba próxima a su instancia más dura, el entonces comandante José Ricardo Spadaro, fue llamado por el subdirector nacional de Gendarmería, comandante general Antonio Becich, comunicándole lo que hacia más de un mes querían oír los integrantes de la fuerza.
Un día después de que fuera impartida la orden, los gendarmes de distintas unidades se reunieron en la localidad chubutense de Comodoro Rivadavia, a las 18:00 horas del 27 de mayo. Inmediatamente, un grupo consiguió una bandera y con cinta adhesiva negra escribieron Gendarmería Nacional «Escuadrón Alacrán». 
El 28 de mayo, partieron a bordo de un avión Hércules C 130 de la Fuerza Aérea Argentina, 40 gendarmes, serían los únicos en poder pasar a las islas. Por razones de seguridad, el piloto que trasladaba al resto de los integrantes de la unidad decidió retornar al continente, tras intentar llegar a las islas en dos oportunidades.
El Hércules, luego de un vuelo rasante y una vez en las islas, no pudo aterrizar, por lo cual los integrantes del escuadrón tuvieron que bajar con el avión en movimiento, saltando de este. Una vez descendidos, fueron recibidos por un oficial del Ejército perteneciente al Centro de Operaciones Logísticas. Ignorando que los gendarmes pasarían a Malvinas, dispuso como alojamiento un galpón en la zona portuaria. Proporcionándole los medios de transporte necesario. 
Al día siguiente el comandante Spadaro fue presentado ante el general Mario Benjamín Menéndez, gobernador de las Islas. En esa oportunidad el Jefe del Escuadrón Alacrán le informó, sobre la organización y las capacidades del Escuadrón que comandaba.

### Bautismo de fuego en Malvinas

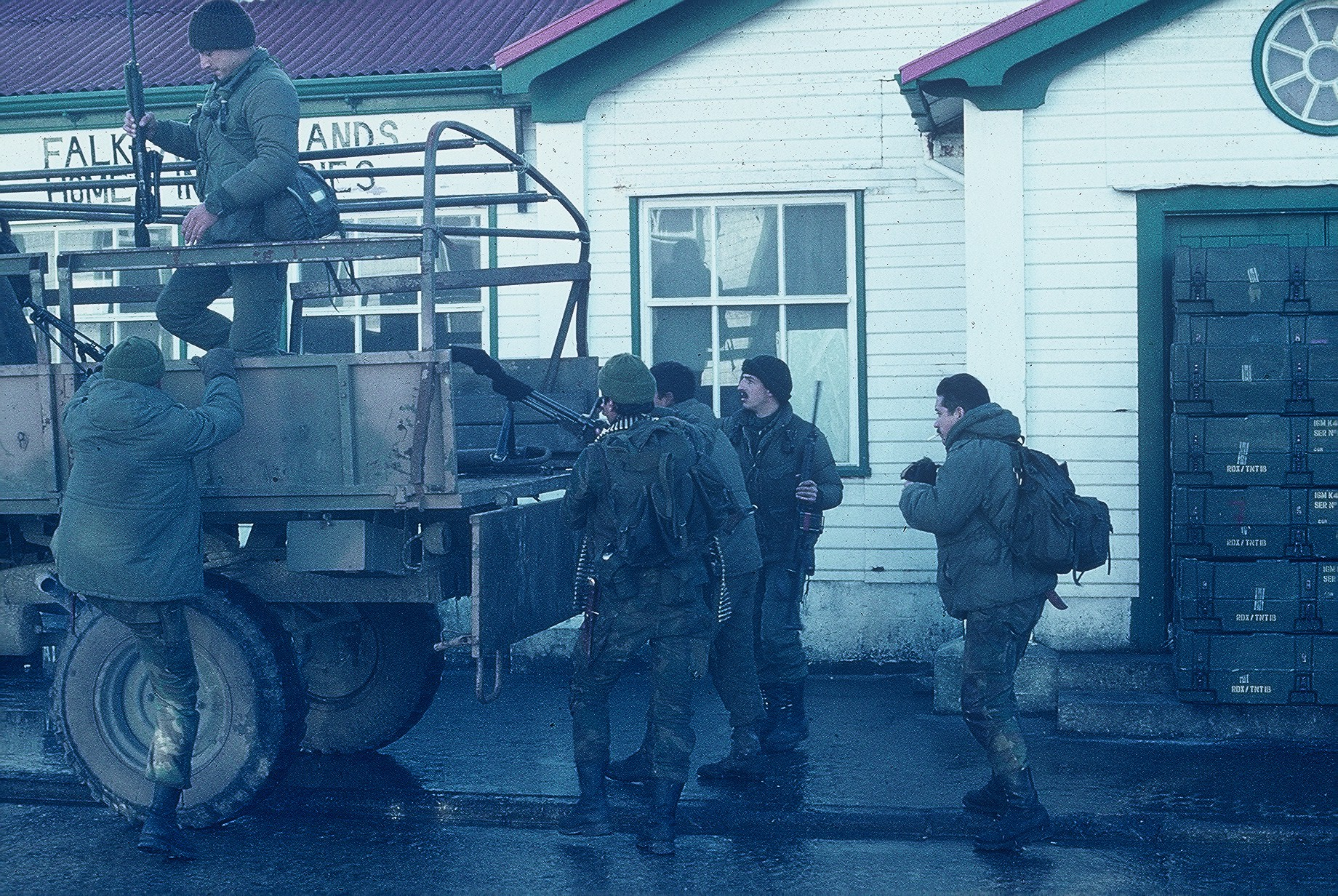
Efectivos del Escuadrón en Puerto Argentino.

El 29 de mayo. Se efectuó la reunión de coordinación con los comandos del Ejército. Se estableció que se realizaría las operaciones en conjunto con los demás comandos de la compañía 601 y 602 pertenecientes al ejército. El transporte lo realizarían helicópteros del Ejército y fuerza aérea, siendo el escuadrón alacrán el primero en partir y ocupar sus posiciones. 
El 30 de mayo a la mañana un helicóptero del Ejército partió con efectivos del Escuadrón al mando del segundo comandante Jorge San Emeterio. Un cohete impactó en el helicóptero sobre una ladera del monte Kent. Un número de dos oficiales y cuatro suboficiales murieron en la explosión posterior del helicóptero.
Los sobrevivientes se replegaron a Puerto Argentino. El herido junto con tres integrantes son avistados luego por el denso humo que salía de la nave incendiada y posteriormente rescatados, entre los cerros apareció un helicóptero Bell del Batallón de Aviación de Ejército 601. Durante la retirada, un Harrier (XZ 963) pilotado por el Mayor Jerry Pook es alcanzado y derribado por fuego del gendarme Luis Alberto Kovalski del Escuadrón Alacrán y el sargento Mario Antonio Cisnero de la Compañía de Comandos 602, y se alejó humeando, ambos militares estaban armados con ametralladoras de 7,62 mm.
El mismo día se recibió la orden de alistarse para una nueva tarea. La misma consistía en brindar seguridad a un grupo de ingenieros de la Infantería de Marina, ocupar posiciones en las cercanías del cerro Dos Hermanas, por espacio de 24 horas. La misión se realizó en forma satisfactoria tras lo cual se regresó a Puerto Argentino en horas de la noche.
Las patrullas de combate de los 2dos Comandantes Eduardo Miguel Santos y Jorge Enrique San Emeterio participarían en una importante acción en la ribera oriental del río Murrell en la noche del 9 al 10 de junio conocido como Combate de Cola del Dragón. En esta acción muere el Sargento Mario Antonio Cisneros y resulta herido el Teniente 1º Jorge Manuel Vizoso, ambos de la Compañía de Comando 602. El Sargento Ramón Gumercindo Acosta del Escuadrón Alacrán es también muerto y el Sargento Pablo Daniel Parada herido apoyando a los comandos del Ejército Argentino.
En esta intensa acción de 30 minutos de duración, los británicos admiten haber perdido a cuatro marines reales muertos del pelotón de fusileros reforzados del Teniente David Stewart, del Batallón de Comandos 45. El Cabo Martin Wilkin del Pelotón de Reconocimiento revelaría en una entrevista realizada en 2023 en el 'The Grumpy Surfer Podcast (El podcast del surfista gruñón) que el Teniente Stewart y sus hombres pronto se encontraron completamente paralizados for el fuego devastador de la emboscada argentina, lo que le obligó a hacerse cargo de los hombres de Stewart y sacarlos de la zona de muerte establecida por los comandos argentinos y abandonar la idea de destruir con explosivos plásticos con la ayuda de los zapadores de combate británicos de la Tropa Condor el armamento pesado del Regimiento de Infantería 4 ubicado en la silla y el pico sur del Cerro Dos Hermanas.
Según Wilkin, Stewart y sus hombres casi se dieron por vencidos ante los comandos argentinos, tal vez unos 50 marines reales casi fueron hechos prisioneros en esta feroz acción, quizás cambiando el curso de la guerra cuando encontraron su ruta de escape cortado por en fuego de Fusil Automático Pesado (FAP) operada por los Gendarmes Angel Andrés Huenchul (apuntador) y Víctor Jorge Ferreira (asistente) pertenecientes a la patrulla del Segundo Comandante San Emeterio del Escuadrón Alacrán.
El historiador militar británico Bruce Quarrie revelaría in 1986 que hubo dos Marines Reales muertos prácticamente al inicio de este combate:

Se realizó una constante serie de patrullas en la noche para explorar y hostigar al enemigo. Típico fue la patrulla enviada en las primeras horas de la mañana del 10 de junio. El teniente David Stewart de la Compañía Rayo X, 45 Commando, había informado a sus hombres durante la tarde del día anterior, y antes de la medianoche estaban listos. Fuertemente armados con dos ametralladoras por sección más lanzadores de cohetes de 66 mm y morteros de 2 pulgadas [81 mm], la Tropa se alejó sigilosamente en la noche iluminada por la luna hacia una loma a unos 4 km, donde se había observado el movimiento argentino. Manteniéndose bien esparcidos debido a la buena visibilidad, se movieron por el terreno rocoso aprovechando los numerosos cráteres de artillería como cubierta, y para las 04:00 [1 de la mañana hora local] estaban listos para cruzar el tramo final del campo abierto frente a las posiciones enemigas. Usando un arroyo poco profundo como cubierta, se movieron hacia arriba la pendiente y se despliegan en su posición entre las rocas en frente de las trincheras argentinas. Con la ayuda de un visor nocturno de intensificador de luz, pudieron ver a centinelas moverse alrededor. De repente, una ametralladora argentina abrió fuego y los Marines lanzaron un par de destellos de su mortero, retornando el fuego con sus propias ametralladoras y fusiles En cuestión de segundos tres soldados argentinos y dos Marines habían muerto. Otras figuras podrían verse corriendo en la colina a la izquierda, y cuatro soldados argentinos más cayeron ante la precisión de fuego de los Marines. En ese momento, las tropas argentinas más arriba en la ladera estaban bien despiertos, y una lluvia de fuego obligó a los Marines agacharse en la cubierta de las rocas. La situación se estaba volviendo decididamente insalubre y el teniente Stewart decidió retirarse, con el objetivo de matar y hostigar al enemigo realmente logrado. Sin embargo, una ametralladora a la derecha de los Marines estaba haciendo fuego sobre su ruta de huida, y Stewart envió a su sargento veterano, Jolly, con un par de hombres para eliminarlo. Después de un difícil acceso con poca cobertura, hubo una corta ráfaga de fuego y la ametralladora argentina quedó silenciada. Retrocediendo por secciones, la Tropa se retiró al arroyo, y para ese entonces el fuego argentino estaba cayendo corto y no hubo más bajas.
Bruce Quarrie The Worlds Elite Forces, pp.53-54, Octopus Books Limited, 1985

### Protestas en Chile y Bolivia de 2019
Durante las protestas ocurridas en los países vecinos de Chile y Bolivia en 2019 el escuadrón Alacrán fue desplegado para proteger las instalaciones diplomáticas en ambos países y a sus ciudadanos. El 14 de noviembre de 2019 participan de la operación de evacuación de periodistas que fueron agredidos durante la cobertura de diferentes manifestaciones en el país andino desde sus hoteles hasta la embajada Argentina en Bolivia para su posterior repatriación. También fueron desplegados en Chile durante la evacuación del embajador José Octavio Bordón, su esposa y varios empleados después de sendos ataques por parte de manifestantes contra las dependencias diplomáticas argentinas en Santiago de Chile.

## Composición

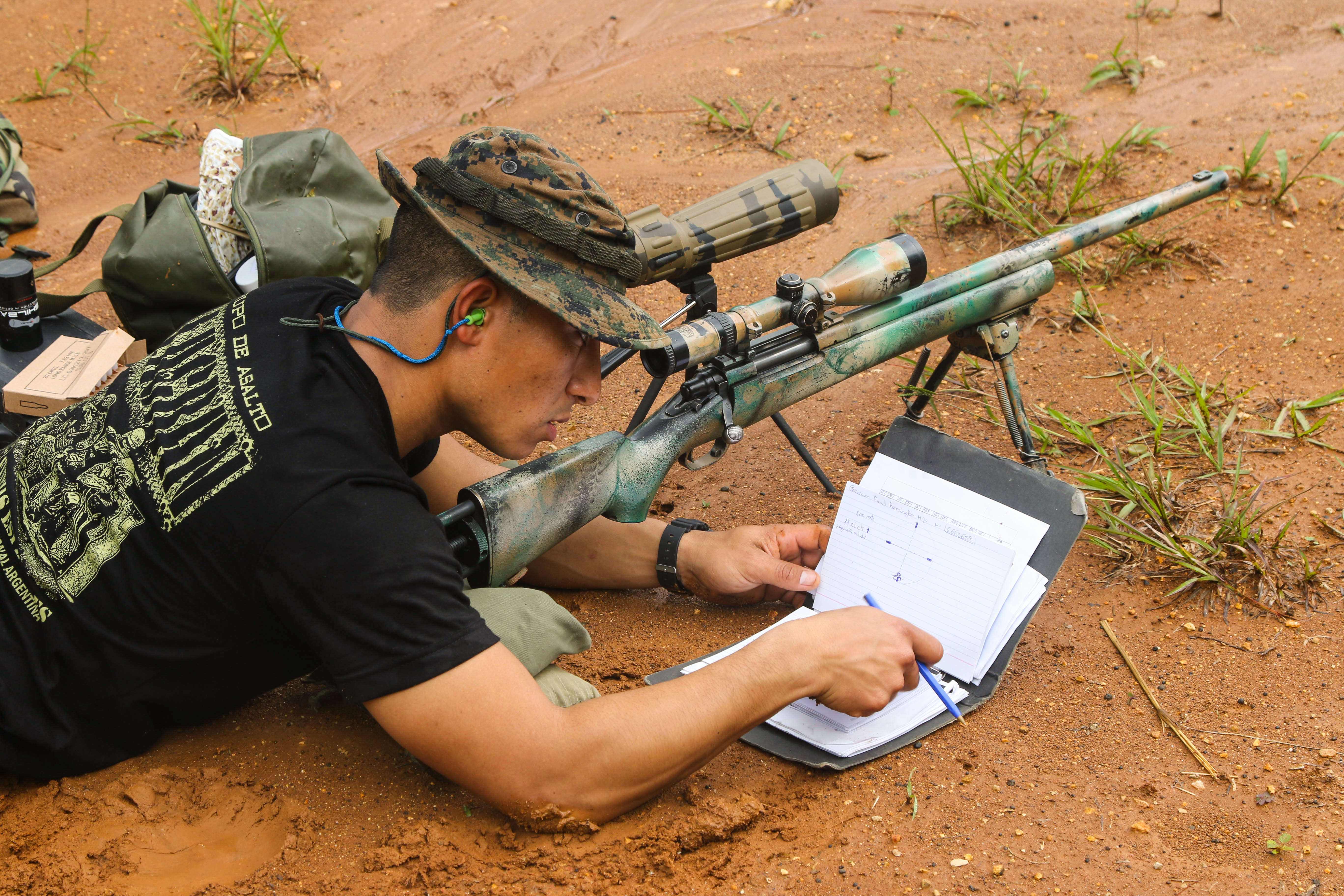
Francotirador del escuadrón Alacrán

La unidad se constituye por una Sección de Intervención, integrada por cuatro «grupos de intervención» (doce hombres cada uno), una «sección especialista en desactivación de artefactos explosivos» (SEDEX), y un «grupo apoyo logístico». Cada «grupo de intervención», se constituye por tres «equipos de intervención», de cuatro hombres cada uno, que actúan en forma conjunta.
El personal de oficiales y suboficiales que integran esta unidad, es voluntario y deben tener una antigüedad mínima en la Gendarmería Nacional de cuatro años; el nivel de exigencia queda demostrado cuando se puede ver que solo aprueba el curso entre el 10 y el 15 % de los que lo comienzan (en 1995 de cuarenta cursantes aprobaron cuatro y en 1996 de treinta aprobaron seis). Los miembros de esta compañía utilizan una boina verde con el emblema de la unidad.

## Funciones y misiones básicas
- Recuperar instalaciones públicas o privadas que se encuentren ocupadas por acción violenta de grupos de diversa naturaleza y finalidad, que ofrezcan resistencia armada.
- Operar en tierra ante secuestros de aeronaves a fin de recuperación, salvaguardando la integridad de las personas, medios e instalaciones involucrados en la emergencia.
- Intervenir en la detención, neutralización y desactivación de artefactos explosivos y en investigaciones post-explosión.
- Actuar en apoyo de los Escuadrones de Seguridad para reforzar la protección de objetivos estratégicos (por ejemplo, centrales nucleares) o en el transporte de materiales críticos ante situaciones especiales.
- Ejecutar operaciones o procedimientos preventivos o represivos sobre grupos de narcotraficante o narcoterroristas, una vez detectados y en casos que se presuma resistencia ostensible.
- Ejecutar custodia cercana para la seguridad de altas personalidades.
- Brindar custodia y seguridad durante el traslado de detenidos de alta peligrosidad.

## Equipamiento

### Armamento
El escuadrón suele usar armas de corta distancia, debido a que sus misiones se ejecutan mayormente en entornos urbanos donde hay muchos espacios cerrados, aunque también hay excepciones de media distancia. Sin olvidar los rifles de francotirador que sirven para el apoyo del escuadrón.
- Glock 17
- Colt M4
- Heckler & Koch MP5
- FN P90
- SPAS-15
- M24 SWS
- Barrett M95
- FN MAG
- SPAS-12
- Daniel Defense MK18
- Explosivos de uso militar
- Granadas
- Escudo balístico
- Cuchillo de combate

### Movilidad
El Escuadrón Alacrán emplea camiones blindados, su principal objetivo es proteger la vida de los miembros de la guarnición y romper las barreras físicas utilizadas para obstaculizar su paso. Los camiones tienen capacidad para ocho hombres, pero no tienen armamento, sino que emplean el poder de fuego de las armas del propio escuadrón policial. Los camiones blindados utilizados por el escuadrón son los modelos Spartan de la firma canadiense Streit Group. También el escuadrón opera otros vehículos utilitarios más ligeros como camionetas y cuatriciclos.